# Campylopus chevalieri
Campylopus chevalieri là một loài rêu trong họ Dicranaceae. Loài này được Broth. & Thér. mô tả khoa học đầu tiên năm 1912.